# Tipula (Pterelachisus) carinifrons gynaptera
Tipula (Pterelachisus) carinifrons gynaptera is een ondersoort van de tweevleugelige Tipula (Pterelachisus) carinifrons uit de familie langpootmuggen (Tipulidae). De ondersoort komt voor in het Palearctisch gebied.